# Аеродром Тиват
Аеродром Тиват (: , : ) се налази на југозападу Црне Горе, у Бококоторском заливу, 3 километра југоисточно од Тивта, 8 km јужно од Котора и 20 km северно од Будве. Аеродром је друго авио-чвориште националног авио-превозника „Ер Монтенегро”.
Тиватски аеродром је један од два јавна аеродрома у Црној Гори, а други је аеродром Подгорица. Аеродром имао пад путника последњих година услед Ковид-19 пандемије и дешавања у Украјини, али је последњих година изгубио примат у корист подгоричког аеродрома. Кроз тиватску ваздушну луку је 2024. године више од 1,1 милиона путника.

## Историја
Аеродром Тиват отворен је 30. маја 1957., са травнатом пистом дужине 1200 метара, малом платформом, зградом путничког терминала и контролним торњем. У почетку, аеродром је углавном служио домаћи путнички саобраћај, а летове за Београд, Загреб и Скопље обављао је ЈАТ, користећи авионе Даглас DC-3 и Иљушин Ил-14.
Од 1968. до 1971. аеродром је претрпео велико проширење и модернизацију. Поново је отворен 25. септембра 1971., са асфалтном пистом димензија 2.500 м × 45 м, продуженом платформом и новим путничким терминалом. Још једно проширење аеродромских објеката уследило је након што је оштећен у земљотресу 1979.
23. априла 2003. власништво над аеродромом пренето је са Јат ервејза на Аеродроме Црне Горе, јавно предузеће у власништву Владе Црне Горе. Аеродром је прошао реконструкцију путничког терминала 2006.
Како је проблем са буком трајао средином 2000-их, старијим авио-превозницима је трајно забрањено коришћење аеродрома, а широкотрупни авиони као што је нпр. Иљушин Ил-86 су били преусмерени на подгорички аеродром.

## Редовне линије
Следећи редовни путнички авио-превозници користе аеродром Тиват (март 2025.):
| Авио-компанија                | Одредишта |
| ----------------------------- | --- |
| Авион Експрес                 | Сезонски чартер: Вилњус |
| Братенс Интернешонал Ервејс   | Сезонски чартер: Осло |
| Вуелинг                       | Сезонски: Барселона (од. 01.07.2025.) |
| Еделвејз Ер                   | Сезонски: Цирих |
| Ер Монтенегро                 | Београд, Истанбул Сезонски: Баку (03.06-26.09.2025.), Брно (13.06-20.09.2025.), Измир, Љубљана (31.05-27.09.2025.), Праг (11.06-27.09.2025.) Сезонски чартер: Вилњус, Рига, Талин |
| Ер Србија                     | Београд Сезонски: Краљево-Морава, Ниш |
| Езербејџан ерлајнс            | Сезонски чартер: Баку |
| ЕрБалтик                      | Сезонски: Рига |
| Изиџет                        | Сезонски: Берлин, Бристол, Женева, Лондон-Гетвик, Лондон-Лутон, Манчестер |
| Изрер                         | Сезонски: Тел Авив |
| Јуровингс                     | Сезонски: Берлин, Диселдорф, Штутгарт |
| Луксер                        | Сезонски: Луксембург |
| Луксвинг                      | Сезонски чартер: Бари |
| Луфтханса                     | Сезонски: Минхен, Франкфурт |
| Норвиџан ер шатл              | Сезонски: Копенхаген, Осло, Рига |
| Остријан ерлајнс              | Сезонски: Беч |
| Сандор                        | Сезонски: Тел Авив |
| СкајАп                        | Сезонски чартер: Гдањск, Жешов, Катовице |
| Скандинејвијан ерлајнс систем | Сезонски: Копенхаген, Осло, Стокхолм-Арланда |
| Смартвингс                    | Сезонски чартер: Варшава (од 29.05.2025.) |
| Теркиш ерлајнс                | Истанбул |
| Трансавија                    | Сезонски: Париз-Орли |
| ТУИ Флај Белгија              | Сезонски: Брисел |
| Узбекистан ервејс             | Сезонски чартер: Ташкент |
| Флајдубаи                     | Сезонски: Дубаи |
| Флинас                        | Сезонски: Ријад |
| ФлајВан                       | Сезонски чартер: Кишињев |
| ФлајВан Јерменија             | Сезонски: Јереван |
| Хестон ерлајнс                | Сезонски чартер: Вилњус, Талин |
| Џазира ервејс                 | Сезонски: Кувајт |
| Џет2                          | Сезонски: Бирмингем, Лондон-Стенстед, Манчестер |

## Статистика
| Година | Путници   | Промена |
| ------ | --------- | ------- |
| 2005.  | 377.013   |         |
| 2006.  | 451.289   | 20%     |
| 2007.  | 573.914   | 27%     |
| 2008.  | 570.636   | 1%      |
| 2009.  | 532.080   | 7%      |
| 2010.  | 541.870   | 2%      |
| 2011.  | 647.184   | 19%     |
| 2012.  | 725.412   | 12%     |
| 2013.  | 868.343   | 20%     |
| 2014.  | 910.264   | 5%      |
| 2015.  | 895.050   | 2%      |
| 2016.  | 979.432   | 10%     |
| 2017.  | 1.129.720 | 15%     |
| 2018.  | 1.245.999 | 10%     |
| 2019.  | 1.367.282 | 10%     |
| 2020.  | 189.815   | 86%     |
| 2021.  | 671.333   | 254%    |
| 2022.  | 652.711   | 3%      |
| 2023.  | 848.188   | 30%     |
| 2024.  | 1.124.203 | 32%     |

|                            |
| Последњи унос: 23.03.2025. |

### Најпрометније линије
| 1.     | Србија, Аеродром Никола Тесла Београд        | 306.390 |
| 2.     | Турска, Аеродром Истанбул                    | 99.154  |
| 3.     | Израел, Аеродром Тел Авив                    | 60.105  |
| 4.     | Уједињено Краљевство, Аеродром Лондон-Гетвик | 34.783  |
| 5.     | Литванија, Аеродром Вилњус                   | 31.252  |
| Извор: |                                              |         |